# Schwarzwald-Baar-Kreis
Schwarzwald-Baar là một huyện (Landkreis) nằm ở phía nam Baden-Württemberg, Đức. Các huyện giáp ranh là (từ phía bắc theo chiều kim đồng hồ): Ortenaukreis, Rottweil, Tuttlingen, Constance, tổng Schaffhausen, và các huyện Waldshut, Breisgau-Hochschwarzwald, Emmendingen.
Huyện được lập năm 1973, khi hai huyện Donaueschingen và Villingen được hợp nhất.

## Xã và thị trấn
| Thị trấn | Xã |
| --- | --- |
| 1. Bad Dürrheim 2. Blumberg 3. Bräunlingen 4. Donaueschingen 5. Furtwangen im Schwarzwald 6. Hüfingen 7. Sankt Georgen im Schwarzwald 8. Triberg im Schwarzwald 9. Villingen-Schwenningen 10. Vöhrenbach | 1. Brigachtal 2. Dauchingen 3. Gütenbach 4. Königsfeld im Schwarzwald 5. Mönchweiler 6. Niedereschach 7. Schonach im Schwarzwald 8. Schönwald im Schwarzwald 9. Tuningen 10. Unterkirnach |